# Heaven (singel Depeche Mode)
Heaven – pierwszy singel brytyjskiej grupy muzycznej Depeche Mode z trzynastego albumu studyjnego Delta Machine. Utwór ten napisał Martin L. Gore.

## Teledysk
Teledysk do piosenki został udostępniony 31 stycznia 2013 roku za pośrednictwem serwisu VEVO. Reżyserem materiału jest Tim Saccenti.

## Lista utworów
Wersja CD:
- „Heaven”
- „All That’s Mine”

Wersja Maxi Singiel:
- „Heaven” (Album Version)
- „Heaven” (Owlle Remix)
- „Heaven” (Steps To Heaven Remix)
- „Heaven” (Blawan Remix)
- „Heaven” (Mathew Dear vs Audion Remix)

Limitowana wersja 12":
- „Heaven” (Owlle Remix)
- „Heaven” (Steps To Heaven Voxdub)
- „Heaven” (Blawan Dub)
- „Heaven” (Mathew Dear vs Audion Instrumental Mix)

## Muzycy

### Depeche Mode
- David Gahan – śpiew
- Martin Gore – gitara, wokal wspierający
- Andrew Fletcher – syntezator

### Pozostali
- Christoffer Berg – syntezator, automat perkusyjny, gitara basowa
- Kurt Uenala – syntezator, automat perkusyjny, fortepian

## Notowania

### Media polskie
| Lista                              | Pozycja |
| ---------------------------------- | ------- |
| Lista Przebojów Programu Trzeciego | 1       |
| Szczecińska Lista Przebojów        | 15      |
| Extralista RDC                     | 1       |
| Lista Przebojów Radia Merkury      | 4       |
| Lista Przebojów Radia Nysa FM      | 4       |
| UWUEMKA                            | 5       |